# Австроазиатские языки
Австроазиа́тские (аустроазиа́тские) языки́ — семья (или надсемья, см. ниже) языков, распространённых в Юго-Восточной Азии (Вьетнам, Таиланд, Камбоджа, Лаос, Мьянма, Малайзия, Китай) и на востоке Индии. 
Общее число говорящих — более 117 миллионов человек, из которых две трети говорит по-вьетнамски. Большинство австроазиатских языков используется небольшими скоплениями говорящих, в основном в горных районах, окружённых иноязычным населением. Исключение составляют государственные во Вьетнаме и Камбодже вьетнамский и кхмерский языки и в какой-то мере язык сантали, один из национальных языков Индии и дополнительный официальный язык штатов Джаркханд и Западная Бенгалия. Монский язык, бывший престижным языком в некоторых раннегосударственных образованиях в Индокитае, язык частично сохранившейся средневековой литературы, в настоящее время стал языком относительно малочисленного национального меньшинства в Мьянме и Таиланде и стремительно утрачивает носителей.
Предок — праавстроазиатский язык.

## Название
Название «австроазиатские» происходит из латыни и буквально означает «южноазиатские».
В русскоязычной литературе до сих пор не утвердилось название для этой семьи (точнее, его вторая буква). Если И. И. Пейрос (в частности в статье в БРЭ, 1 том) пишет букву «в», то в традиции Института востоковедения пишется буква «у» (например, статья Ю. К. Лекомцева в ЛЭСе).

## Классификация
Аустроазиатские языки включают более 160 языков и, в соответствии с общепризнанной в современной науке классификацией, делятся на три основные ветви: мунда, мон-кхмерскую и никобарскую. Ранее в состав аустроазиатских языков ошибочно включался язык нахали (в Индии).
По данным лексикостатистики никобарская ветвь отделилась от остальной части аустроазиатских языков в 7-м тысячелетии до н. э., в то время как последние разделились лишь два тысячелетия спустя (тогда же, когда и индоевропейские языки). Таким образом, правильнее было бы говорить о двух отдельных семьях, а аустроазиатские языки называть надсемьей.
Однако отсутствие каких-либо лингвистических реконструкций для никобарских языков заметно осложняет этимологические идентификации никобарских корней, что неизбежно сказывается на надежности никобарских материалов. Поэтому в дальнейшем эта датировка может заметно измениться.
Ниже приводится краткая классификация И. И. Пейроса (подробнее см. статьи Мунда и Мон-кхмерские языки), изложенная в частности в его докторской диссертации. Существуют и другие классификации аустроазиатских языков, например классификация Дифлота.

### Ветвь мунда
Языки мунда делятся на три группы.
- Северные мунда
  - язык корку: штаты Махараштра и Мадхья-Прадеш, около 200 000 человек.
  - кхервари: индийские штаты Бихар и Орисса: сантали, свыше 4 млн человек, мундари, около 750 000 человек, хо 400 000 человек, и около десятка более мелких языков: корва, асури и др.
- Центральные мунда: языки кхариа (Мадхья Прадеш, около 200 000 человек), и джуанг (Орисса, около 17 000 человек); — традиционно включалась в южную группу, но по данным лексикостатистики скорее ближе к северной.
- Южные мунда (сора)
  - языки северного Корапута: сора / джурай и горум (Западная Бенгалия: свыше 200 000 человек);
  - языки южного Корапута: гутоб, около 47 000 человек, ремо или бонда и гата, по 2500 человек.

Некоторые исследователи (Diffloth 1986), впрочем, не различают группы языков северного и южного Корапута.

### Мон-кхмерская ветвь
Мон-кхмерская семья включают основную массу австроазиатских языков и делится на 10 групп, взаимосвязи между которыми уточняются.
- Группа кхаси (Индия)
- Кхмерский язык — в Камбодже и в соседних районах Таиланда и Вьетнама.
- Монская группа — монский язык, включая ньякурское наречие
- Пеарская группа (Камбоджа и соседние районы Таиланда) включает такие языки как чонг, самре, пеар и др. Её точный состав и число говорящих остаются невыясненными.
- Бахнарская группа состоит из ряда подгрупп:
  - южная (Вьетнам): стиенг (свыше 30 000 человек), чрау (свыше 20 000 человек), диалекты мнонг (около 50 000 чел.), срэ (кэхэ, ма, около 80 000 человек);
  - языки бахнар (Вьетнам, около 90 000 человек), распадающийся на несколько диалектов, и тампуон (Камбоджа);
  - северная (Вьетнам), в состав которой входит около 15 языков (седанг, 40 000 человек, джех, около 10 000 человек, халанг, хрэ, тодра и др.);
  - язык куа (Вьетнам, около 15 000 человек);
  - язык алак или халак (Лаос);
  - западная (преимущественно Лаос): около 10 языков (ньяхын, брао, джру или ловен и др.);
  - язык тарианг (Лаос) и несколько близких к нему диалектов.
- Катуйская группа (кату) (Вьетнам, Лаос и мигранты в Таиланд) делится на две ветви:
  - западная: 8—10 языков, включая бру (около 80 000 человек), куй-суой, со, и др.
  - восточная: 10—15 языков, включая западный (более 50 000 человек) и восточный кату (около 28 000 человек), пакох (менее 15 000 человек), таой, крианг и др.
- Вьетская группа (Вьетнам, Лаос) состоит из ряда подгрупп:
  - вьет-мыонгская подгруппа: вьетнамский язык, государственный язык Вьетнама (свыше 60 миллионов человек), язык мыонг, распадающийся на многочисленные диалекты (общее число говорящих около 1 миллиона человек), язык нгуон.
  - малиенг: малиенг, маленг, кхапхонг и др.;
  - язык арем;
  - тьыт: шать, рук, май;
  - тхавынг (со, пхонсонг или ахеу);
  - хунг: понг, тум, данлай;
  - тхо: куой, мон и др.

Точный состав и число говорящих на языках последних шести подгрупп остаются неизвестными.
- Кхмуйская группа (кхму) распадается на ряд небольших подгрупп, большая часть из которых требует дальнейшего изучения:
  - язык кхму (север Лаоса, Вьетнам, Таиланд, около 300 000 человек);
  - язык ксингмул (Вьетнам, Лаос);
  - языки кабит или пусин и кханг (преимущественно Вьетнам);
  - язык млабри (мрабри, Лаос, Таиланд);
  - диалекты (языки) прай — мал или тхин (Лаос, Таиланд);
  - недавно обнаруженные языки иду и понг (Лаос, Вьетнам).

Возможно, что дальнейшие исследования позволят обнаружить дополнительные языки этой группы.
- В группу палаунг-ва (число говорящих определить невозможно) входят:
  - подгруппа ва: ва, лава, планг и др. близкородственные языки (Мьянма, Таиланд, Китай);
  - подгруппа ангку: ху, у и др. (Китай, Лаос);
  - подгруппа палаунг: деанг (палаунг), румай и др. (Мьянма, Китай);
  - язык ламет (Лаос);
  - язык рианг (Мьянма);
  - язык данау (Мьянма).
- Аслийская группа (Малайзия) образована тремя подгруппами:
  - северная подгруппа (языки негрито) с языками джехай (включая диалект мендрик), батек (включая диалект минтил), кенсиу (включая диалект кинтак), тонга (в Таиланде), нижнесемангский и че-вонг (си-вонг).
  - центральная (средне-аслийская, сенойская, сакайская) подгруппа с языками ланох, темиар (около 11 000 человек), семай (сакай, семнам, сабум, около 20 000 человек) и джахут (ях хут, около 4000 человек).
  - южная подгруппа (часть сеноев и протомалайцев) с языками семок-бери (около 1500 человек), семелай (включая диалект темок, около 2500 человек), бесиси (бисик).

### Никобарская ветвь
Никобарская ветвь образована языками исконного населения Никобарских островов (Индия) и состоит, по-видимому из 4—5 языков: кар (около 13 000 человек), чаура (около 1500 человек), тересса, нанкаури (центральный, около 13 000 человек), южноникобарский (около 2000 человек) и шомпен (меньше 100 человек). Последний — почти не изученный язык собирателей внутренних районов Большого Никобара. Иногда шомпен рассматривается как изолированный язык.

## Внешнее родство
Существует макрокомпаративистская гипотеза, не нашедшая широкого принятия в научном сообществе, в рамках которых аустроазиатская семья включается в гипотетическую аустрическую макросемью.

## Письменность
Многие австроазиатские языки по сей день остаются </nowiki>бесписьменными. Известны надписи на монском языке с VI века и на кхмерском языке с VII века (на основе индийского письма); для вьетнамского языка с XIV века использовалась письменность на китайской иероглифической основе, с XVII века — на латинской основе; более поздние письменности для ряда аустроазиатских языков (кхаси, мунда, ряд языков Вьетнама) — также на латинской основе, для языка ва (в Китае) — на китайской основе. Для записи некоторых языков мунда используются также свои письменности, созданные миссионерами, и индийские письменности соседних народов.

## Лингвистические черты
Типологическое разнообразие внутри австроазиатских языков исключительно велико. В целом характерны богатый вокализм при относительно бедном консонантизме, наличие различных типов фонаций гласных. Во многих австроазиатских языках смыслоразличительным является противопоставление долгих и кратких гласных, наличие имплозии (отсутствие взрыва при произнесении конечнослоговой согласной). Распространены тональные (тоновые) языки (например, вьетнамский), в том числе чисто регистровые (пеарские языки), но встречаются и нетональные (группа кату). Наряду с моносиллабическими языками (вьетнамский, ва и др.) представлены языки с двусложным строением корня (языки мунда); многим из этих языков свойственно наличие двух видов слогов: сильных и слабых, предшествующих сильным.
Австроазиатские языки являются преимущественно изолирующими языками, с сохранением префиксации. Лишь в языках мунда развита агглютинация, а из аффиксов преобладают суффиксы и инфиксы. Есть основания полагать, что протоавстроазиатское слово было многосложным и нетональным, а в морфологии и в словообразовании широко использовалась аффиксация. 
Обычный строй простого предложения: подлежащее — сказуемое, дополнение, но в языках мунда сказуемое стоит в конце.

## История исследования
Первые описания австроазиатских языков были выполнены в XVII веке; тем не менее в начале XXI века имелись данные (преимущественно списки слов) меньше чем о половине австроазиатских языков. История семьи исследуется с начала XX века (работы В. Шмидта, выделившего австроазиатские языки в отдельную семью), однако из-за ограниченности описательных данных заметный прогресс в этой области пока не достигнут.